# Eurobond

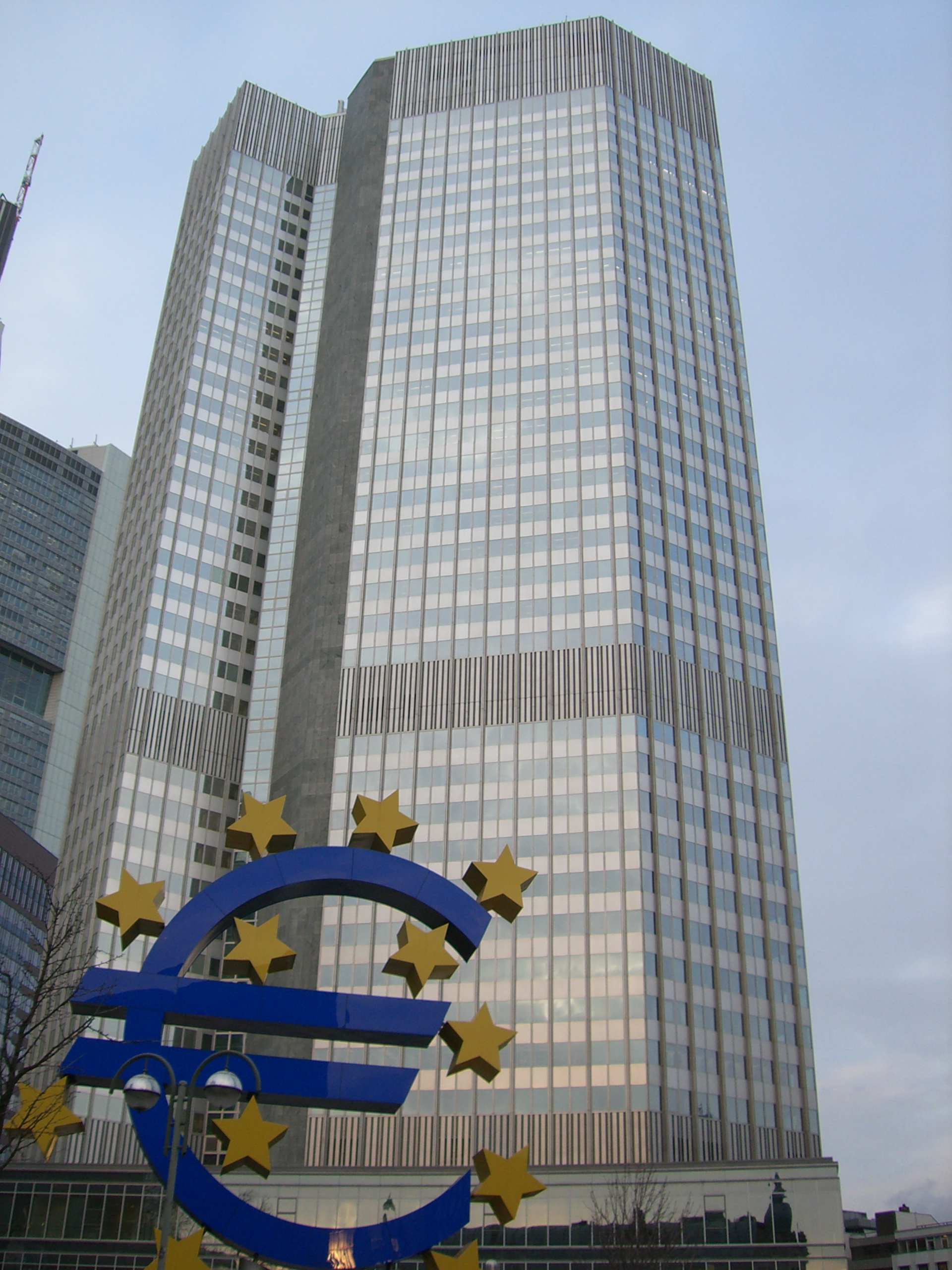
L'Eurotorre di Francoforte, sede della Banca centrale europea

Gli eurobond o stability bond furono delle ipotetiche obbligazioni governative emesse in euro in maniera congiunta da parte dei 19 stati dell'eurozona. L'idea fu sollevata per la prima volta nel 2011 dalla commissione Barroso II come meccanismo di distribuzione del debito nel contesto della crisi del debito sovrano europeo durante il periodo 2009-2012. Tali obbligazioni sarebbero state da emettersi a cura di un'apposita agenzia dell'Unione europea, la cui solvibilità sarebbe stata garantita congiuntamente dagli stessi Paesi dell'eurozona.
Con la medesima accezione, è stato utilizzato anche il termine E-bond (E-obbligazione in italiano), proposto, tra gli altri, dal presidente dell'Eurogruppo, Jean-Claude Juncker, e dal Ministro dell'economia e delle finanze italiano Giulio Tremonti. Poco alla volta, nell'Unione Europea sta prendendo quota l'idea di creare un vero bilancio europeo e la proposta delle eurobbligazioni sta alimentando le discussioni.

## Caratteristiche
La prospettiva della creazione di Eurobond è stata accolta con reazioni diverse dai governi degli Stati dell'area euro: gli atteggiamenti spaziano dall'appoggio entusiastico allo scetticismo, fino ad arrivare alla netta avversione. Le motivazioni contrarie risiedono sostanzialmente nel fatto che i paesi più "virtuosi" dovrebbero accollarsi un onere aggiuntivo, in termini di costo del debito, a favore dei paesi meno virtuosi. Vi sarebbe inoltre il rischio ulteriore che la protezione offerta dagli Eurobond favorisca il cosiddetto azzardo morale, finendo per incentivare, in generale, politiche fiscali e di bilancio ancor meno rigorose, esacerbando la discrasia tra nazioni "rilassate" e nazioni "virtuose" e appesantendo l'onere sopportato da queste ultime.
Comportamenti non rigorosi potrebbero inoltre portare a un aumento dei tassi di interesse sul debito, con il rischio di innescare fenomeni inflazionistici a cui uno Stato-guida del processo di europeizzazione, come la Germania, è particolarmente sensibile per motivi storici legati alla crisi della Repubblica di Weimar. La soluzione ai pericoli legati all'azzardo morale potrebbe consistere nella riforma delle legislazioni nazionali dei paesi più indebitati, per l'uniformazione delle politiche fiscali e di bilancio su standard più rigorosi, che allontanino il pericolo di condotte eccessivamente rilassate. Quest'ultima istanza, l'uniformazione e l'integrazione delle legislazioni fiscali degli stati membri, introduce però una nuova difficoltà politica, dal momento che comporterebbe, per tutti gli stati membri, la rinuncia a una fetta consistente della sovranità nazionale, con la compressione del potere impositivo, che è una delle prerogative del potere statale.
La prospettiva degli Eurobond incontra inoltre alcune difficoltà oggettive, dal momento che essa potrebbe richiedere una riforma dei Trattati europei e dei ruoli e compiti e affidati per via statutaria alla Banca centrale europea e, se posto come condizione da alcuni stati membri, anche le già citate riforme per l'uniformazione degli standard di rigore delle politiche fiscali nazionali, tutte novità che richiederebbero la ratifica unanime degli stati membri, un meccanismo necessario, ma la cui messa in atto comporta necessariamente tempi non immediati.
Tuttavia, si ritiene che l'allungamento dei tempi, resosi necessario per la revisione e la ratifica dei trattato da parte di tutti gli stati membri, non precluda l'immediatezza degli effetti benefici sui mercati: si valuta infatti che questi ultimi si adeguerebbero istantaneamente alle mutate prospettive, non appena fosse raggiunto e annunciato il consenso sull'intera operazione politica.

## Proposte
La proposta per la creazione di simili titoli è stata quindi declinata in forme diverse, al fine di superare gli ostacoli politici e di superare le difficoltà oggettive.

### Blue bond
Nel maggio 2010, gli economisti Jakob von Weizsäcker e Jacques Delpla, del think tank Bruegel, hanno pubblicato un articolo contenente la proposta di un mix di tradizionali strumenti nazionali (red bonds) ed eurobond emessi in comune (blue bonds), al fine di prevenire crisi del debito nei paesi più vulnerabili, forzando al contempo la sostenibilità fiscale. Gli autori argomentano che, pur non potendosi considerarla alla stregua di una "bacchetta magica", la proposta dei Blue bond delinea tuttavia un via d'uscita durevole e incentivata dal dilemma del debito, mentre, al contempo, "aiuta a preparare il terreno per la crescita dell'euro quale importante valuta di riserva, che ridurrebbe la spesa per interessi per chiunque ne faccia parte"
Secondo questa proposta, gli stati membri dell'Unione europea dovrebbero condividere fino al 60 per cento del Prodotto interno lordo (PIL) come debito nazionale senior, sotto garanzia della responsabilità proporzionale e solidale, riducendo così il costo per questa quota del debito. A tutto ciò che supera la quota di allocazione dei Blue bond, i governi nazionali farebbero fronte con emissioni di titoli di debito nazionale junior, per il quale sarebbero previste rigide procedure per un default finanziario controllato. Crescerebbe così il costo marginale del debito pubblico e ne risulterebbe incentivato il miglioramento della disciplina fiscale. Secondo la proposta, i paesi partecipanti devono anche creare un Consiglio di Stabilità Indipendente, eletto dai parlamenti degli stati membri. Al Consiglio di Stabilità spetterebbe il compito di proporre annualmente un'allocazione dei Blue bond e per salvaguardare il principio di responsabilità fiscale.
I paesi più piccoli, con titoli sovrani relativamente poco liquidi (come l'Austria e il Lussemburgo) beneficerebbero molto della extra liquidità derivante dai blue bond, sebbene perfino il debito tedesco, nello schema dei blue bond, vedrebbe un abbassamento dei propri costi rispetto ai livelli precedenti. Paesi con alta incidenza debito/PIL (come Italia, Grecia e Portogallo) riceverebbero un forte incentivo a politiche fiscali rigorose.

### Proposta Prodi-Quadrio Curzio
Gli economisti Romano Prodi e Alberto Quadrio Curzio, ad esempio, hanno proposto la creazione di obbligazioni sovrane (denominate EUB-EuroUnionBond) garantite dalle riserve auree detenute dai paesi della zona euro, ammontanti a circa 450 miliardi di euro, una buona fetta delle quali, 180 miliardi, sono possedute dall'Italia. Alla garanzia aurea, si aggiungerebbe quella basata sul pegno di azioni di società sotto controllo statale (Eni, Enel, Finmeccanica, Poste italiane, ecc.), di cui i due proponenti ritengono possibile la privatizzazione. La dotazione così creata, denominata Fondo finanziario europeo (Ffe), ammonterebbe a circa 1.000 miliardi di euro.
La proposta ha raccolto il consenso dell'europarlamentare Guy Verhofstadt, e dell'economista Zsolt Darvas. Su di essa potrebbe realizzarsi la convergenza di quei settori dell'eurozona che hanno manifestato avversione politica alla costituzione di obbligazioni europee. La discussione parlamentare, in sede europea, dovrebbe aver luogo nel corso dell'autunno.

### Proposta della Commissione europea
Il 21 novembre 2011, la Commissione europea ha suggerito che gli European bond siano emessi congiuntamente dalle 17 nazioni della zona euro, come mezzo efficiente per affrontare la crisi finanziaria. Il 23 novembre 2011, la Commissione ha presentato un libro verde in cui si valuta la fattibilità di un'emissione comune di titoli sovrani tra gli stati membri dell'eurozona. L'emissione di titoli del debito sovrano è attualmente condotta individualmente da ciascun stato membro dell'Unione europea. L'introduzione di emissioni congiunte di eurobond significherebbe la condivisione di emissioni sovrane tra gli stati membri e la ripartizione dei relativi flussi di entrata e dei costi di gestione del debito.

#### Tre approcci agli eurobond nella proposta della Commissione europea
Il libro verde della Commissione europea delinea uno scenario politico in cui sono contemplati tre ampi approcci generali all'emissione comune di obbligazioni, a seconda del grado di sostituzione (completo o parziale) che si vuole raggiungere rispetto emissioni nazionali e in base alla natura delle soggiacenti garanzie che gli stati membri intendono prestate (responsabilità solidale o responsabilità proporzionale, rispetto all'irresponsabilità attualmente sancita dai Trattati comunitari).
1. Eurobond completi con responsabilità solidale: questa opzione contempla la sostituzione completa dell'emissione di titoli nazionali con gli eurobond, con ciascun stato membro illimitatamente e solidalmente responsabile per l'intera emissione. Secondo la Commissione europea, "questo avrebbe potenzialmente forti effetti positivi sulla stabilità e sull'integrazione. Ma allo stesso tempo, abolendo ogni pressione sugli stati membri da parte dei mercati e dei tassi di interesse, questa soluzione pone un rischio relativamente alto di azzardo morale e potrebbero essere necessari notevoli modifiche ai trattati dell'Unione".
2. Eurobond parziali con responsabilità solidale: la seconda opzione condividerebbe solo una parte dei debiti, anche stavolta garantiti da tutti. Questo significa che gli Stati dell'Unione europea continuerebbero, in parte, a emettere titoli nazionali per coprire la quota del loro debito al di là di una certa percentuale del PIL non coperta dagli eurobond. La commissione non precisa uno specifico volume, o una specifica quota di bisogni finanziari che sarebbero coperti da emissioni nazionali, da un lato, e da eurobond dall'altro. Tuttavia, la proposta è simile a quella presentata dal Consiglio tedesco degli esperti economici, che aveva immaginato la creazione di un fondo di rimborso collettivo europeo, che condividesse il debito in zona euro al di sopra del 60%, combinato con un progetto di vigorosa riduzione del debito per quegli stessi paesi, che non sono assistiti dal Fondo europeo di stabilità finanziaria[11].
3. Eurobond parziali senza garanzie solidali: la terza opzione, che è simile alla proposta dei blue bond, prevede anch'essa che gli eurobond coprano solo parzialmente il debito (come nell'opzione 2) ma senza responsabilità congiunta. Questo potrebbe imporre condizioni di restrittive per l'accesso di un gruppo più piccolo di paesi alla condivisione di parte del debito e potrebbe permettere l'estromissione di paesi che non soddisfano i loro obblighi fiscali. Grazie a "un meccanismo di per redistribuire alcuni dei vantaggi del finanziamento [...] tra [i governi] con un rating più alto e [quelli con] un rating più basso", questa opzione aspira a minimizzare il rischio di azzardo morale nella condotta delle politiche economiche e fiscali. A differenza dei primi due approcci, questo implicherebbe garanzie "proporzionali ma non solidali" da parte dei governi e potrebbe quindi essere implementato in maniera relativamente rapida senza bisogno di modificare i Trattati dell'Unione europea.

#### Effetti attesi
Secondo la proposta della Commissione europea, l'introduzione degli eurobond creerebbe nuovi strumenti per il finanziamento del debito governativo, offrendo opportunità di investimento sicure e liquide. Questo, "potenzialmente, potrebbe alleviare in maniera rapida l'attuale crisi del debito sovrano, mentre gli stati membri sottoposti ad alti tassi di rendimento potrebbero beneficiare della più forte affidabilità debitoria degli stati membri a bassi rendimenti". Sebbene l'introduzione degli eurobond richieda del tempo, l'effetto sarebbe tuttavia immediato, dal momento che i mercati si adatterebbero istantaneamente alle mutate aspettative dalla novità politica: ne conseguirebbe un abbassamento immediato dei costi medi e marginali del finanziamento, in particolare per quegli stati membri più colpiti dalla crisi finanziaria. La commissione ritiene anche che gli eurobond renderebbero il sistema finanziario dell'eurozona più resiliente a futuri shock avversi e rinforzerebbe la stabilità finanziaria. Inoltre, essi ridurrebbero la vulnerabilità delle banche dell'eurozona rispetto al deterioramento dei rating creditizi di singoli stati membri, fornendo agli istituti una fonte di robuste garanzie.
Mettere in piedi un mercato integrato di obbligazioni sulla scala dell'area-euro offrirebbe a risparmiatori e istituti finanziari un'opportunità di investimento sicura e liquida, confrontabile, in termini di grandezza e liquidità, con la controparte in dollari. Il mercato delle euro-obbligazioni rafforzerebbe inoltre la posizione dell'euro quale valuta di riserva internazionale e favorirebbe un sistema finanziario globale più equilibrato.

#### Irrigidimento e uniformazione delle regole fiscali nazionali
Presentando l'idea degli "stability bond", José Barroso, presidente della Commissione europea, ha sostenuto che un piano simile dovrebbe accompagnarsi ai corrispettivi di una stretta sorveglianza fiscale e di un coordinamento delle politiche economiche, al fine di evitare l'azzardo morale e garantire la sostenibilità delle finanze pubbliche.. In base alla proposta, infatti, i governi dell'eurozona, entro il 15 ottobre di ciascun anno, dovrebbero sottoporre all'esame della Commissione europea le bozze dei loro bilanci nazionali per l'anno successivo. La Commissione sarebbe così in grado di chiedere ai governi di rivedere i parametri dei loro bilanci se non dovesse ritenerli abbastanza solidi da garantire il raggiungimento degli obiettivi di debito e dei livelli di deficit codificati nei parametri di convergenza di Maastricht.

#### Sviluppi futuri
Dopo la divulgazione della proposta, la Commissione europea ha lanciato una vasta consultazione sul libro verde, destinata a concludersi l'8 gennaio 2012. L'introduzione degli eurobond, accompagnata da una efficace coordinazione delle politiche finanziarie di bilancio nazionali, richiede probabilmente una revisione dei Trattati europei, su cui è attesa una discussione da tenersi nel summit del Consiglio europeo previsto per il 9 dicembre 2011.

## Reazioni
L'introduzione di una misura come gli Eurobond mette in gioco i delicati e complessi meccanismi di formazione del consenso all'interno dell'Unione europea, spesso oggetto di critiche da parte di chi ritiene l'esistenza di un deficit di trasparenza democratica all'interno dei processi decisionali che coinvolgono l'Unione. A questo proposito, si registrano posizione divergenti tra i singoli stati membri.

### Consenso
I vertici politici di Italia e Grecia, entrambi paesi gravati da un massiccio indebitamento, si sono spesso espressi in favore degli eurobond. Nell'agosto 2011, Giulio Tremonti, allora Ministro dell'economia e delle finanze del quarto governo Berlusconi, li definì come la "strada maestra" alla soluzione della crisi del debito nell'eurozona. Questa opinione è condivisa da una crescente platea di investitori ed economisti, secondo i quali gli eurobond costituirebbero il miglior modo per risolvere la crisi finanziaria.

### Reazioni contrarie
La Germania rimane politicamente contraria all'opzione di un debito congiuntamente emesso e sottoscritto da tutti i 17 membri dell'attuale blocco euro nel timore che un tale scenario possa innalzare in maniera consistente le passività tedesche nella temperie della crisi debitoria. Inoltre, il timore del governo tedesco si appunta sul rischio che, sotto l'egida degli Eurobond, siano favorite politiche nazionali azzardate che porterebbero a un ulteriore aumento dei tassi di interesse sul debito, con l'effetto di innescare spirali inflazionistiche a cui la Germania è particolarmente sensibile, per motivi essenzialmente storici legati alle vicende della crisi iperinflazionistica che determinò la fine dell'esperienza repubblicana di Weimar e l'avvento del nazismo.
Tuttavia, Barroso sostiene che la Germania non si oppone, in linea di principio, all'emissione comune di titoli di debito, ma solleva dubbi sulla tempistica.

### Difficoltà oggettive
Anche tralasciando il delicato problema dell'acquisizione del consenso politico, esistono comunque delle difficoltà oggettive che si frappongono a una rapida introduzione degli Eurobond. Potrebbe infatti essere richiesta una riforma dei Trattati europei e dei compiti statutari che incombono sulla Banca centrale europea. In particolare, sarebbe necessaria la revisione della cosiddetta "clausola di non assistenza" contenuta dell'articolo 125 del Trattato di Lisbona, che preclude esplicitamente, in capo ai singoli stati membri, e all'Unione europea nel suo complesso, ogni forma di responsabilità per gli impegni assunti dagli altri stati dell'Unione.
All'interno del processo, andrebbero inoltre considerati i tempi necessari per l'adeguamento delle legislazioni nazionali, in tema di politica fiscale e di bilancio, a più restrittive condizioni di uniformità, qualora questo fosse esplicitamente richiesto da nazioni più "virtuose" come condizione per l'assenso alla creazione degli eurobond.
Quindi, anche qualora si raggiungesse il consenso, la modifica dei trattati costitutivi richiederebbe l'innesco di una procedura complessa, che non potrebbe dispiegarsi in tempi brevi. Tuttavia, la richiesta di tempi lunghi potrebbe non vanificarne la prontezza degli effetti, dal momento che già la semplice evoluzione drastica delle prospettive finanziarie determinata da un eventuale raggiungimento del consenso, sarebbe da sola in grado di ripercuotesi positivamente sui mercati finanziari, che si adatterebbero immediatamente alle mutate condizioni: i benefici, in questo caso, inizierebbero subito a ricadere sui costi di finanziamento dei debiti nazionali, ancor prima della effettiva sostituzione, parziale o totale, ad opera degli eurobond.